# 佛罗里达 (波多黎各)
佛罗里达（西班牙語：Florida）是美国波多黎各自由邦的市鎮，位於該島北部，始建於1971年，面積26平方公里，主要經濟活動是農業和塑膠工業，2010年人口12,680，人口密度每平方公里490人。

## 外部連結
- Map of FloridaPDF（95.2 KB）
- Municipality of Florida （页面存档备份，存于） （西班牙文）
- Viability Study of Florida (Spanish) （页面存档备份，存于）
- Dr. Valentín's Historical Archives (Spanish)